# Tanjung Pelepas
De haven van Tanjung Pelepas (Maleisisch: Pelabuhan Tanjung Pelepas, Engels: Port of Tanjung Pelapas, afgekort: PTP) is een containerhaven aan de oostelijke monding van de Pulai-rivier in het zuidwesten van Johor, Maleisië.

## Kenmerken
De haven werd op 10 oktober 1999 geopend en bereikte binnen de 571 dagen een miljoen Twenty feet Equivalent Unit (TEU). De groei ging gestaag verder en in 2001 werd de kaap van 2 miljoen TEU overschreden. In 2004 reeds 4 miljoen en in 2008 werd ze de 19e grootste containerhaven ter wereld met bijna 5,5 miljoen TEU.
De terminal hoort voor 30% toe aan de Maersk Line via een holding, APM Terminals. In 2002 verhuisde ook de Taiwanese reder Evergreen Marine Corporation haar containeroverslagactiviteiten van Singapore naar Pelepas.
De haven beschikt momenteel over 10 aanlegplaatsen met 3,6 km kaailengte en een opslagcapaciteit van 150.000 TEU.